# Partecipanti al Giro d'Italia 1996
Elenco dei partecipanti al Giro d'Italia 1996.
Il Giro d'Italia 1996 fu la settantanovesima edizione della corsa. Alla competizione presero parte 18 squadre, ciascuna delle quali composta da nove corridori, per un totale di 162 ciclisti. La corsa partì il 18 maggio da Atene (Grecia) e terminò il 9 giugno a Milano; in quest'ultima località portarono a termine la competizione 98 corridori. 

## Corridori per squadra
Nota: R ritirato, NP non partito, FT fuori tempo, SQ squalificato.
| Mapei-GB        | Mapei-GB               | Mapei-GB        | Gewiss-Playbus          | Gewiss-Playbus           | Gewiss-Playbus          | Roslotto-ZG Mobili    | Roslotto-ZG Mobili    | Roslotto-ZG Mobili    |
| --------------- | ---------------------- | --------------- | ----------------------- | ------------------------ | ----------------------- | --------------------- | --------------------- | --------------------- |
| 1               | Abraham Olano          | 3°              | 61                      | Evgenij Berzin           | 10°                     | 121                   | Pëtr Ugrjumov         | 4°                    |
| 2               | Adriano Baffi          | 79°             | 62                      | Gabriele Colombo         | R 20ª                   | 122                   | Aleksandr Gončenkov   | 30°                   |
| 3               | Manuel Beltrán         | 28°             | 63                      | Stefano Zanini           | R 10ª                   | 123                   | Daniele Sgnaolin      | R 9ª                  |
| 4               | Gianluca Bortolami     | NP 6ª           | 64                      | Ermanno Brignoli         | 75°                     | 124                   | Marco Zen             | 33°                   |
| 5               | Giuseppe Di Grande     | 26°             | 65                      | Bruno Cenghialta         | 18°                     | 125                   | Mario Manzoni         | 86°                   |
| 6               | Manuel Fernández Ginés | 21°             | 66                      | Ivan Gotti               | 5°                      | 126                   | Stefano Cattai        | R 21ª                 |
| 7               | Daniele Nardello       | NP 13ª          | 67                      | Alberto Volpi            | R 13ª                   | 127                   | Vasilij Davidenko     | R 18ª                 |
| 8               | Andrea Noè             | 37°             | 68                      | Andrea Brognara          | 93°                     | 128                   | Vjačeslav Džavanjan   | 69°                   |
| 9               | Paolo Lanfranchi       | 15°             | 69                      | Davide Perona            | 67°                     | 129                   | Aleksej Sivakov       | 70°                   |
| Aki-Gipiemme    | Aki-Gipiemme           | Aki-Gipiemme    | Glacial-Selle Italia    | Glacial-Selle Italia     | Glacial-Selle Italia    | Saeco                 | Saeco                 | Saeco                 |
| 11              | Dmitrij Konyšev        | NP 17ª          | 71                      | Nelson Rodríguez         | 24°                     | 131                   | Mario Cipollini       | NP 19ª                |
| 12              | Giuseppe Citterio      | R 2ª            | 72                      | Henry Cárdenas           | R 9ª                    | 132                   | Francesco Casagrande  | 31°                   |
| 13              | Michelangelo Cauz      | R 21ª           | 73                      | Ángel Camargo            | R 12ª                   | 133                   | Giorgio Furlan        | NP 21ª                |
| 14              | Stefano Faustini       | 7°              | 74                      | Celio Roncancio          | 51°                     | 134                   | Silvio Martinello     | R 14ª                 |
| 15              | Gianluca Gorini        | R 21ª           | 75                      | Álvaro Sierra            | 82°                     | 135                   | Mario Scirea          | 95°                   |
| 16              | Erwann Menthéour       | NP 2ª           | 76                      | Roberto Caruso           | 66°                     | 136                   | Massimo Donati        | 48°                   |
| 17              | Andrei Teteriouk       | 13°             | 77                      | Nicola Miceli            | R 8ª                    | 137                   | Dario Frigo           | 84°                   |
| 18              | Franco Vona            | 43°             | 78                      | Stefano Giraldi          | FT 10ª                  | 138                   | Roberto Petito        | 63°                   |
| 19              | Denis Zanette          | 54°             | 79                      | Jacques Jolidon          | R 5ª                    | 139                   | Giuseppe Calcaterra   | 91°                   |
| Brescialat      | Brescialat             | Brescialat      | Kelme-Artiach           | Kelme-Artiach            | Kelme-Artiach           | Amore & Vita-Galatron | Amore & Vita-Galatron | Amore & Vita-Galatron |
| 21              | Zenon Jaskuła          | 20°             | 81                      | Laudelino Cubino         | R 8ª                    | 141                   | Riccardo Forconi      | 94°                   |
| 22              | Mariano Piccoli        | 46°             | 82                      | Hernán Buenahora         | 11°                     | 142                   | Andrea Patuelli       | 53°                   |
| 23              | Fabrizio Bontempi      | 52°             | 83                      | Juan Carlos Domínguez    | FT 13ª                  | 143                   | Glenn Magnusson       | NP 19ª                |
| 24              | Marco Milesi           | 88°             | 84                      | Ángel Edo                | FT 13ª                  | 144                   | Dario Andriotto       | R 18ª                 |
| 25              | Massimo Strazzer       | R 6ª            | 85                      | José Ángel Vidal         | 85°                     | 145                   | Maurizio De Pasquale  | R 14ª                 |
| 26              | Marco Velo             | 81°             | 86                      | Quintino Rodrigues       | 78°                     | 146                   | Roberto Pelliconi     | 90°                   |
| 27              | Marco Della Vedova     | 34°             | 87                      | José Luis Sanchez        | 61°                     | 147                   | Marco Vergnani        | 40°                   |
| 28              | Daniele Contrini       | R 17ª           | 88                      | Ignacio García Camacho   | 72°                     | 148                   | Nicolaj Bo Larsen     | 27°                   |
| 29              | Fausto Dotti           | 32°             | 89                      | León Giner               | R 13ª                   | 149                   | Michele Laddomada     | R 21ª                 |
| Carrera Jeans   | Carrera Jeans          | Carrera Jeans   | MG Maglificio-Technogym | MG Maglificio-Technogym  | MG Maglificio-Technogym | Scrigno-Blue Storm    | Scrigno-Blue Storm    | Scrigno-Blue Storm    |
| 31              | Claudio Chiappucci     | R 20ª           | 91                      | Gianni Bugno             | 29°                     | 151                   | Mirko Rossato         | R 12ª                 |
| 32              | Enrico Zaina           | 2°              | 92                      | Stefano Casagranda       | R 20ª                   | 152                   | Fabrizio Guidi        | 62°                   |
| 33              | Beat Zberg             | 12°             | 93                      | Michele Coppolillo       | NP 20ª                  | 153                   | Filippo Casagrande    | 87°                   |
| 34              | Oscar Pellicioli       | 23°             | 94                      | Carlo Finco              | 25°                     | 154                   | Francesco Secchiari   | R 1ª                  |
| 35              | Sergio Barbero         | 58°             | 95                      | Fabiano Fontanelli       | R 13ª                   | 155                   | Andrea Vatteroni      | R 21ª                 |
| 36              | Marco Artunghi         | 89°             | 96                      | Angelo Lecchi            | NP 2ª                   | 156                   | Davide Casarotto      | 65°                   |
| 37              | Stefano Checchin       | 41°             | 97                      | Nicola Loda              | 56°                     | 157                   | Aleksandr Šefer       | 8°                    |
| 38              | Filippo Simeoni        | 49°             | 98                      | Pascal Richard           | NP 19ª                  | 158                   | Cristian Gasperoni    | 60°                   |
| 39              | Mario Traversoni       | R 13ª           | 99                      | Marco Saligari           | 44°                     | 159                   | Amilcare Tronca       | 39°                   |
| Panaria-Vinavil | Panaria-Vinavil        | Panaria-Vinavil | Mx Onda                 | Mx Onda                  | Mx Onda                 | Team Polti            | Team Polti            | Team Polti            |
| 41              | Pavel Tonkov           | 1°              | 101                     | Marcel Wüst              | R 1ª                    | 161                   | Dirk Baldinger        | 59°                   |
| 42              | Wladimir Belli         | 36°             | 102                     | Tom Cordes               | FT 10ª                  | 162                   | Mirco Crepaldi        | R 17ª                 |
| 43              | Davide Bramati         | 71°             | 103                     | Claus Michael Møller     | 97°                     | 163                   | Mauro Gianetti        | NP 19ª                |
| 44              | Roberto Conti          | R 21ª           | 104                     | Francisco Cerezo         | 98°                     | 164                   | Giuseppe Guerini      | 22°                   |
| 45              | Gianni Faresin         | 19°             | 105                     | Germán Nieto             | FT 6ª                   | 165                   | Giovanni Lombardi     | 92°                   |
| 46              | Alessio Galletti       | 73°             | 106                     | José Luis Santamaría     | R 7ª                    | 166                   | Serhij Ušakov         | 77°                   |
| 47              | Marco Serpellini       | 68°             | 107                     | Alfredo Irusta           | NP 6ª                   | 167                   | Gianluca Pianegonda   | R 13ª                 |
| 48              | Gabriele Missaglia     | 57°             | 108                     | Antonio Díaz Rodríguez   | FT 10ª                  | 168                   | Davide Rebellin       | 6°                    |
| 49              | Zbigniew Spruch        | 47°             | 109                     | José Manuel Uría         | 74°                     | 169                   | Georg Totschnig       | NP 19ª                |
| Festina-Lotus   | Festina-Lotus          | Festina-Lotus   | Refin-Mobilvetta        | Refin-Mobilvetta         | Refin-Mobilvetta        | TVM-Farm Frites       | TVM-Farm Frites       | TVM-Farm Frites       |
| 51              | Bruno Boscardin        | 80°             | 111                     | Djamolidine Abdoujaparov | R 20ª                   | 171                   | Lars Kristian Johnsen | 96°                   |
| 52              | Félix García Casas     | 17 °            | 112                     | Felice Puttini           | R 21ª                   | 172                   | Steffen Kjærgaard     | R 21ª                 |
| 53              | Pascal Hervé           | R 20ª           | 113                     | Rodolfo Massi            | 35°                     | 173                   | Stéphane Pétilleau    | 55°                   |
| 54              | Stephen Hodge          | 76°             | 114                     | Cristian Salvato         | 83°                     | 174                   | Volodymyr Pulnikov    | 16°                   |
| 55              | Jean-Cyril Robin       | 9°              | 115                     | Leonardo Piepoli         | 38°                     | 175                   | Laurent Roux          | 42°                   |
| 56              | Juan Rodrigo Arenas    | R 13ª           | 116                     | Heinz Imboden            | 50°                     | 176                   | Hendrik Redant        | R 13ª                 |
| 57              | Lylian Lebreton        | R 3ª            | 117                     | Mauro Bettin             | 64°                     | 177                   | Jesper Skibby         | R 11ª                 |
| 58              | Joona Laukka           | 14°             | 118                     | Sergej Uslamin           | 45°                     | 178                   | Niels van der Steen   | FT 10ª                |
| 59              | David Plaza            | R 15ª           | 119                     | Asjat Saitov             | R 13ª                   | 179                   | Martin Van Steen      | R 13ª                 |

### Legenda
| Legenda          | Legenda | Legenda        | Legenda                                                  |
| ---------------- | --- | -------------- | -------------------------------------------------------- |
| Dorsale          | Dorsale di partenza del ciclista | Posizione      | Posizione finale nella classifica generale               |
| Maglia rosa      | Indica il vincitore della classifica generale                                                                                        | Maglia verde   | Indica il vincitore della classifica dei GPM             |
| Maglia ciclamino | Indica il vincitore della classifica a punti                                                                                         | Maglia azzurra | Indica il vincitore della classifica intergiro           |
| NP               | Indica un ciclista che non è ripartito in una tappa la mattina                                                                       | R              | Indica un ciclista che si è ritirato in una tappa        |
| FTM              | Indica un ciclista che ha concluso una tappa fuori tempo, ossia ha impiegato più tempo rispetto a quanto stabilito dal tempo massimo | EX             | Corridore escluso per non aver rispettato il regolamento |

## Corridori per nazione
Le nazionalità rappresentate nella manifestazione sono 22; in tabella il numero dei ciclisti suddivisi per la propria nazione di appartenenza:
| Numero ciclisti | Nazione                                                               |
| --------------- | --------------------------------------------------------------------- |
| 94              | Italia                                                                |
| 19              | Spagna                                                                |
| 9               | Russia                                                                |
| 7               | Francia                                                               |
| 6               | Colombia                                                              |
| 3               | Svizzera, Danimarca, Paesi Bassi                                      |
| 2               | Germania, Kazakistan, Norvegia, Polonia, Ucraina                      |
| 1               | Austria, Australia, Belgio, Finlandia, Portogallo, Svezia, Uzbekistan |